# Rio da Várzea (Paraná)
Pour les articles homonymes, voir Rio da Várzea (homonymie).
 (août 2014).
Si vous disposez d'ouvrages ou d'articles de référence ou si vous connaissez des sites web de qualité traitant du thème abordé ici, merci de compléter l'article en donnant les références utiles à sa vérifiabilité et en les liant à la section « Notes et références ».
 (août 2014).
Le rio da Várzea est un cours d'eau brésilien de l'État du Paraná et un affluent de la rive droite du rio Negro, donc un sous-affluent du rio Paraná par le rio Iguaçu.